# Ньюпорт-Іст (Род-Айленд)
Ньюпорт-Іст (англ. Newport East) — переписна місцевість (CDP) в США, в окрузі Ньюпорт штату Род-Айленд. Розташований у межах міста Міддлтаун. Населення — 12 337 осіб (2020).

## Географія
Ньюпорт-Іст розташований за координатами 41°31′3″ пн. ш. 71°17′17″ зх. д. / 41.51750° пн. ш. 71.28806° зх. д. (41.517543, -71.288053). За даними Бюро перепису населення США в 2010 році переписна місцевість мала площу 15,39 км², з яких 14,86 км² — суходіл та 0,53 км² — водойми.

## Демографія

### Перепис 2010
Згідно з переписом 2010 року, у переписній місцевості мешкало 11 769 осіб у 5173 домогосподарствах у складі 2965 родин. Густота населення становила 764 особи/км². Було 5730 помешкань (372/км²).
Расовий склад населення:
| - 86,3 % — білих - 5,0 % — чорних або афроамериканців - 3,0 % — азіатів - 0,4 % — корінних американців - 0,2 % — вихідців з тихоокеанських островів - 1,6 % — осіб інших рас |

До двох чи більше рас належало 3,5 %. Частка іспаномовних становила 4,8 % від усіх жителів.
За віковим діапазоном населення розподілялося таким чином: 20,1 % — особи молодші 18 років, 60,8 % — особи у віці 18—64 років, 19,1 % — особи у віці 65 років та старші. Медіана віку мешканця становила 44,1 року. На 100 осіб жіночої статі у переписній місцевості припадало 91,0 чоловіків; на 100 жінок у віці від 18 років та старших — 88,9 чоловіків також старших 18 років.
Середній дохід на одне домашнє господарство становив 78 167 доларів США (медіана — 61 364), а середній дохід на одну сім'ю — 93 255 доларів (медіана — 75 783). Медіана доходів становила 46 869 доларів для чоловіків та 40 452 долари для жінок. За межею бідності перебувало 10,4 % осіб, у тому числі 11,3 % дітей у віці до 18 років та 3,5 % осіб у віці 65 років та старших.
Цивільне працевлаштоване населення становило 5696 осіб. Основні галузі зайнятості: освіта, охорона здоров'я та соціальна допомога — 24,4 %, мистецтво, розваги та відпочинок — 18,1 %, роздрібна торгівля — 13,0 %, науковці, спеціалісти, менеджери — 10,9 %.

### Перепис 2000
За даними перепису 2000 року,
на території муніципалітету мешкало 11463 людей, було 4905 садиб та 3011 сімей.
Густота населення становила осіб/км². Було 5206 житлових будинків.
З 4905 садиб у 27,0 % проживали діти до 18 років, подружніх пар, що мешкали разом, було 47,2 %,
садиб, у яких господиня не мала чоловіка — 11,3 %, садиб без сім'ї — 38,6 %.
Кількість людей у середньому на садибу становила 2,28, а в середньому на родину 2,90.
Середній річний дохід на садибу становив 49 552 доларів США, а на родину — 57 314 доларів США.
Чоловіки мали дохід 41 026 доларів, жінки — 28 090 доларів.
Дохід на душу населення був 25 193. доларів.
Приблизно 4,1 % родин та 5,5 % населення жили за межею бідності.
Серед них осіб до 18 років було 6,6 %, і понад 65 років — 4,9 %.
Середній вік населення становив 41 років.